# Жарких Микола Іванович
Жарки́х Мико́ла Іва́нович (нар. 13 червня 1956, м. Кіровоград) — український науковець, літературознавець, мистецтвознавець, програміст. Кандидат хімічних наук (1983).

## Життєпис
Микола Жарких народився 13 червня 1956 року у місті Кіровограді.
Закінчив середню школу (1973), фізичний факультет Київського державного університету імені Тараса Шевченка (1978).
У 1988 році став одним з перших членів українознавчого клубу «Спадщина» при Київському будинку вчених.
У першу добу діяльности Народного руху України, він брав енергійну участь в його організації (1989—1990).
Працював:
- в Інституті колоїдної хімії Національної академії та в Інституті біоколоїдної хімії (1978—1995);
- автор і редактор позацензурного літературно-громадського альманаху «Євшан-зілля» (Львів, 1988—1990) та альманаху «Спадщина» (Київ);
- в Науково-дослідному інституті пам'яткоохоронних досліджень Міністерства культури і мистецтв України (1995—2004).

### Фотографія
У 1968 році, за порадою батька, вперше узяв до рук фотоапарат і з того часу не розлучається з ним понині.
В 1975 році зацікавився фотографуванням пам'яток архітектури, і з того часу його колекція фотографій перевищує 70 тисяч одиниць. Історію архітектури і пам'яток України він вивчав по книжках, а пам'яткознавство створював своїми руками.

### Наукова діяльність
У 1983 році захистив у Ленінградському університеті дисертацію «Теорія нерівноважних електроповерхневих явищ в концентрованих слабозаряджених дисперсних системах» і здобув учений ступінь кандидата хімічних наук.
Праці
- Жарких М. І. (Редактор). Дослідження Дністра. Політична думка. Львів-Київ, 1998.
- Жарких Микола. Бібліографія старої України 1240—1800 у десяти зошитах (восьми томах). Київ, 1998—2002.
- В. М. Стецюк, Жарких М. І. (Упорядники). Аромат Євшан-зілля: Видавничий дім «Стилос». Київ, 2008.
- Жарких Микола. Дві традиції літописання Великого князівства Литовського. — Київ, 2016. — 467 с.

### Програмування
У 1999 році розпочав розвивати програму «Мислене древо», яка переросла у однойменний вебсайт. Інші інтернет-проєкти:
- «Живой Журнал» [Архівовано 22 червня 2013 у Wayback Machine.]
- «Енциклопедія життя і творчості Тараса Шевченка» [Архівовано 1 лютого 2018 у Wayback Machine.]
- «Енциклопедія життя і творчості Івана Франка» [Архівовано 15 лютого 2018 у Wayback Machine.]
- «Михайло Грушевський — Енциклопедія життя і творчості» [Архівовано 9 лютого 2018 у Wayback Machine.]
- «Енциклопедія життя і творчості Лесі Українки» [Архівовано 7 лютого 2018 у Wayback Machine.]
- «Знання про Україну — Що і де читати» [Архівовано 29 січня 2013 у Wayback Machine.]
- «Прадідівська слава: база даних українських пам'яток і визначних місць» [Архівовано 21 грудня 2012 у Wayback Machine.]
- Храми Поділля [Архівовано 3 листопада 2013 у Wayback Machine.]